# Torremaggiore
Torremaggiore är en ort och kommun i provinsen Foggia i regionen Apulien i Italien. Kommunen hade 16 567 invånare (2021).
Kommunens territorium var tidigare platsen för ett benediktinerkloster uppkallat efter St. Peter, "Monasterium Terrae Maioris". Klostrets abbot var feodalherren över området från 1000- till 1200-talet. Under perioden 1295-1307 övergick förläningen till tempelriddarorden.
I Castel Fiorentino, en medeltida fästningsstad som ligger en halv mil ifrån det nutida Torremaggiore, avled den tysk-romerska kejsaren Fredrik II (Hohenstaufen) år 1250. Castel Fiorentinos ruiner, som på 1980-talet lockade tyska arkeologer och forskare, är fortfarande besökbara. Orten används nuförtiden för offentliga evenemang och lokala konserter.
Andra turistattraktioner i området inkluderar De Sangro-slottet och kyrkan Maria della Fontana.
En av de mest kända Torremaggiorebor är Ferdinando Nicola Sacco (Torremaggiore, 22 april 1891). Han emigrerade till USA, blev anarkist och avrättades i elektriska stolen den 22 augusti 1927. För att hedra Sacco och Vanzettis minne arrangeras varje år den 22 augusti 'Sacco and Vanzetti Day' i Torremaggiore – ett initiativ som syftar till att främja tolerans och mänskliga rättigheter samt att bilda opinion mot dödsstraff i världen. 